# 카이어필리 자치시

카이어필리 자치시

카이어필리 자치시(영어: Caerphilly, 웨일스어: Caerffili)는 웨일스 남부에 위치한 주급 자치시로 행정 중심지는 카이어필리이며 면적은 278km2, 인구는 178,800명(2011년 기준), 인구 밀도는 623명/km2이다.
자치시에서 가장 큰 도시는 카이어필리이다. 남서쪽으로는 카디프, 남동쪽으로는 뉴포트, 동쪽으로는 토르바인, 북동쪽으로는 블라이나이궨트, 북쪽으로는 포이스, 북서쪽으로는 머서티드빌 자치시, 서쪽으로는 론다커논타브와 접한다.